# Лесковицкая улица
Лесковицкая улица (укр. Лісковицька вулиця) — улица в Новозаводском районе города Чернигова, исторически сложившаяся местность (район) Лесковица. Пролегает от улицы Толстого до проспект Мира.
Примыкают улицы Ильинская, Варзара, Бланка, Святославская (Нахимова),  Успенская.

## История
Застройка улицы приходится на начало-середину 19 века, 17-18 века. Улица обозначена на «Плане города Чернигова» 1908 года, где она пролегает до Успенской улицы.

## Застройка
Улица пролегает в юго-восточном направлении, конец улицы проходит между озёрами Млиновище и безымянным — данный участок без застройки. Улица расположена в пойме реки Десна. Парная и непарная стороны улицы заняты усадебной застройкой. 
Учреждения:
1. дом № 18 А — ныне закрытое отделение связи «Укрпочта»

Есть ряд рядовых исторических зданий, что не являются памятниками архитектуры или истории:  усадебные дома №№ 4, 6, 9, 14/41, 15, 17/1, 19/2, 21, 22/43, 23/45, 24/52, 25/54, 26, 28, 32, 39/56.